# Enrico Pucci (sollevatore)
Enrico Pucci (Fano, 1900 – ...) è stato un sollevatore italiano.

## Biografia
Nato nel 1900 a Fano, in provincia di Pesaro e Urbino, gareggiava nella classe di peso dei pesi medi (75 kg).
A 24 anni partecipò ai Giochi olimpici di Parigi 1924, nei pesi medi, chiudendo 14º con 397.5 kg totali alzati, dei quali 65 nello strappo a una mano, 77.5 nello slancio a una mano, 75 nella distensione lenta, 75 nello strappo e 105 nello slancio.